# Fatisi
Fatisi ist ein osttimoresischer Suco im Verwaltungsamt Laulara (Gemeinde Aileu).

## Geographie

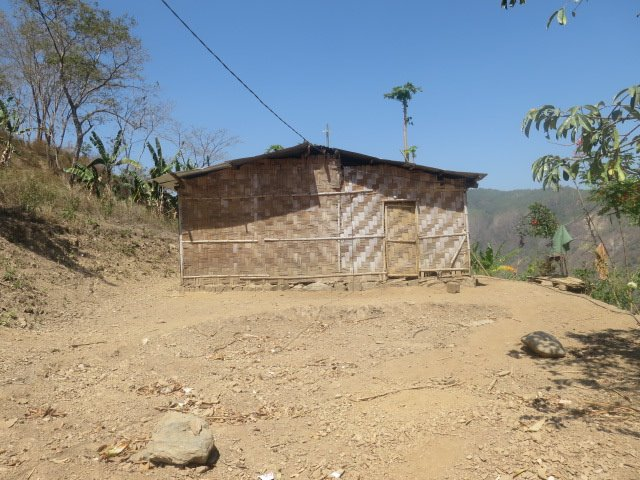
Hütte im Suco Fatisi

Der Suco Fatisi liegt im Westen des Verwaltungsamts Laulara.
2004 wurde der südlich gelegene Suco Bocolelo an Fatisi angegliedert. 2017 wurde ein neuer Suco Bocolelo von Fatisi abgetrennt, zu dem nun der Nordwesten des Verwaltungsamts Laulara gehört. Fatisi liegt nun südlich davon, im Südwesten von Laulara, wobei die Grenze zwischen den Sucos nun weiter nördlich, als die alte. Nordöstlich von Fatisi befindet sich der Suco Tohumeta. Im Südosten grenzt Fatisi an den Suco Seloi Craic des Verwaltungsamtes Aileu, im Südwesten an die Gemeinde Ermera mit ihren Sucos Taraco und Samalete (Verwaltungsamt Railaco) und im Nordwesten an die Gemeinde Liquiçá mit ihrem Suco Tibar (Verwaltungsamt Bazartete). Die Grenze zu Tibar bildet der Rio Comoro, der außerhalb der Regenzeit trockenfällt. Gleiches gilt für den Nebenfluss des Comoros, der entlang der Grenze zu Ermera fließt. Einer dessen Zuflüsse fällt an der Straße nach Dili, etwa eine halbe Stunde südlich der Hauptstadt, als Wasserfall von Berloi mehrere Meter die Felsen herab.
Der Suco teilt sich in die drei Aldeias Banro, Maubouc und Umanlau. Die Aldeia Bocolelo wurde 2017 aufgelöst, die Aldeia Donfonamo gehört nun zum Suco Bocolelo.
Nah dem Wasserfall von Beloi liegt der Weiler Sabereke und östlich, etwas flussaufwärts der Weiler Lebihin. An einer Straße, die von Kuncin in Bocolelo in einem Bogen durch Fatisi nach Tohumeta führt, befinden sich verstreut die größeren Weiler des Sucos: Umanbui mit dem Sitz des Sucos Fatisi und Aildale Hun mit der lokalen Klinik. Die Straße bildet im Osten einen Teil der Grenze zu Bocolelo, so dass der Weiler Donfonamo mit einigen Häusern südlich der Straße in Fatisi liegt, während der Großteil zu Bocolelo gehört.

## Einwohner

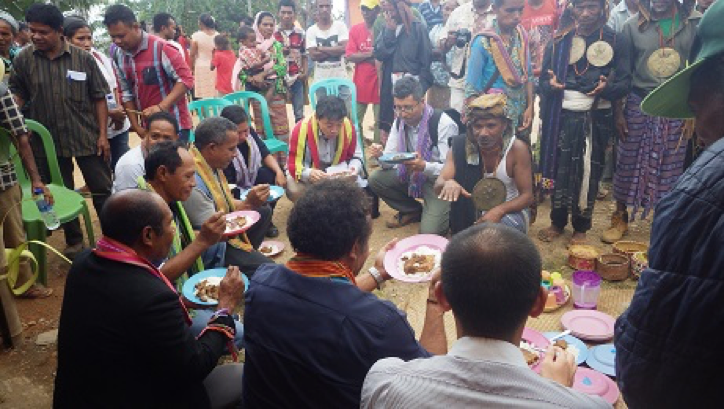
Tara-Bandu-Zeremonie in Fatisi

2022 lebten im Suco 712 Personen. Davon waren 379 Männer und 333 Frauen. Im Suco gibt es 133 Haushalte. Knapp 83 % der Einwohner gaben Tetum Prasa als ihre Muttersprache an. Fast 13 % sprachen Midiki und über 3 % Mambai.

## Geschichte
1984 wurden die Einwohner von Fatisi durch die indonesische Besatzungsmacht deportiert, weil ihr Suco unter dem Verdacht stand eine FALINTIL-Basis zu sein. Sie wurden nach Dili und Aileu gebracht. Bis 1990 blieb der Suco unbewohnt.

## Politik
Bei den Wahlen von 2004/2005 wurde Armando Guterres zum Chefe de Suco gewählt. Bei den Wahlen 2009 gewann Duarte do Rosario und wurde 2016 bestätigt.